# MVV in het seizoen 1969/70
Het seizoen 1969/1970 was het 16e jaar in het bestaan van de Maastrichtse betaaldvoetbalclub MVV. De club kwam uit in de Eredivisie en eindigde daarin op de achtste plaats. Tevens deed de club mee aan het toernooi om de KNVB Beker, hierin werd in de derde ronde verloren van GVAV (0–2).

## Wedstrijdstatistieken

### Eredivisie
|       | ADO   | Ajax  | AZ '67 | DOS   | DWS   | Feijenoord | Go Ahead | Haarlem | Holland Sport | GVAV  | NAC   | N.E.C. | PSV   | Sparta | SVV   | Telstar | FC Twente '65 |
| ----- | ----- | ----- | ------ | ----- | ----- | ---------- | -------- | ------- | ------------- | ----- | ----- | ------ | ----- | ------ | ----- | ------- | ------------- |
| Thuis | 2 – 2 | 1 – 1 | 0 – 1  | 2 – 0 | 2 – 1 | 1 – 1      | 0 – 1    | 2 – 0   | 1 – 1         | 2 – 0 | 0 – 0 | 1 – 1  | 1 – 1 | 2 – 1  | 2 – 1 | 0 – 0   | 1 – 3         |
| Uit   | 1 – 1 | 2 – 0 | 0 – 0  | 1 – 1 | 0 – 1 | 5 – 1      | 3 – 3    | 1 – 0   | 0 – 1         | 2 – 1 | 3 – 1 | 0 – 0  | 2 – 4 | 4 – 3  | 3 – 7 | 1 – 1   | 2 – 0         |

### KNVB beker
| 1e ronde                                    | Baronie                | 1 – 3 (0 – 2) | MVV                                             |
| 19 oktober 1969 Plaats: Breda De Blauwe Kei | Piet Maas 89'          |               | 30' Wim Reijers 40' Ivan Mráz 85' Willy Brokamp |
| 2e ronde                                    | MVV                    | 1 – 0 (0 – 0) | Velox                                           |
| 1 maart 1970 Plaats: Maastricht De Geusselt | Wim Reijers 51'        |               |                                                 |
| 3e ronde                                    | GVAV                   | 2 – 0 (1 – 0) | MVV                                             |
| 12 april 1970 Plaats: Groningen Oosterpark  | Bjarne Jensen 42', 89' |               |                                                 |

### Intertoto Cup
| Groep A4                                      | MVV                                                             | 4 – 0 (4 – 0)    | Örebro SK                                    |
| 31 mei 1970 Plaats: Maastricht De Geusselt    | Peter Pleumeekers 9' Willy Brokamp 27', 43' Co Prins 37' (pen.) | Wedstrijdverslag |                                              |
| Groep A4                                      | ZVL Zilina                                                      | 3 – 3 (2 – 2)    | MVV                                          |
| 3 juni 1970 Plaats: Žilina Štadión pod Dubňom | Eduard Gáborík 14', 82' (pen.) Štefan Tománek 29'               | Wedstrijdverslag | 36' Willy Brokamp 40' Ivan Mráz 60' Co Prins |
| Groep A4                                      | KSV Waregem                                                     | 1 – 2 (0 – 0)    | MVV                                          |
| 6 juni 1970 Plaats: Waregem Regenboogstadion  | Prudent Bettens                                                 | Wedstrijdverslag | –', –' Willy Brokamp                         |
| Groep A4                                      | MVV                                                             | 1 – 0 (0 – 0)    | KSV Waregem                                  |
| 10 juni 1970 Plaats: Maastricht De Geusselt   | Ivan Mráz 74'                                                   | Wedstrijdverslag |                                              |
| Groep A4                                      | MVV                                                             | 4 – 3 (1 – 3)    | ZVL Zilina                                   |
| 14 juni 1970 Plaats: Maastricht De Geusselt   | Willy Brokamp 14', 46' Ivan Mráz 50' Wim Reijers 84'            | Wedstrijdverslag | 12', 30' Štefan Slezák 25' Jozef Zigo        |
| Groep A4                                      | Örebro SK                                                       | 1 – 1 (0 – 0)    | MVV                                          |
| 21 juni 1970 Plaats: Örebro Behrn Arena       | Ronnie Olsson 76'                                               | Wedstrijdverslag | 90' Willy Brokamp                            |

## Statistieken MVV 1969/1970

### Eindstand MVV in de Nederlandse Eredivisie 1969 / 1970
| Stand | Gespeeld | Gewonnen | Gelijk | Verloren | Punten | Doelpunten voor | Doelpunten tegen |
| ----- | -------- | -------- | ------ | -------- | ------ | --------------- | ---------------- |
| 8e    | 34       | 10       | 14     | 10       | 34     | 45              | 45               |

### Topscorers
| #      | Naam              | Goal |
| ------ | ----------------- | ---- |
| 1.     | Willy Brokamp     | 17   |
| 2.     | Ivan Mráz         | 14   |
| 3.     | Jo Bonfrère       | 7    |
| 4.     | Harry Heijnen     | 4    |
| 5.     | Stefan Szefer     | 2    |
| 6.     | Willy Quaedackers | 1    |
| Totaal | Totaal            | 45   |

| #      | Naam          | Goal |
| ------ | ------------- | ---- |
| 1.     | Wim Reijers   | 2    |
| 2.     | Willy Brokamp | 1    |
| 2.     | Ivan Mráz     | 1    |
| Totaal | Totaal        | 4    |

| #      | Naam              | Goal |
| ------ | ----------------- | ---- |
| 1.     | Willy Brokamp     | 8    |
| 2.     | Ivan Mráz         | 3    |
| 3.     | Co Prins          | 2    |
| 4.     | Peter Pleumeekers | 1    |
| 4.     | Wim Reijers       | 1    |
| Totaal | Totaal            | 15   |

## Voetnoten
ADO ·
Ajax ·
AZ '67 ·
DOS ·
DWS ·
Feijenoord ·
Go Ahead ·
Haarlem ·
Holland Sport ·
GVAV ·
MVV ·
NAC ·
N.E.C. ·
PSV ·
Sparta ·
SVV ·
Telstar ·
FC Twente '65